# Carlos de Luxemburgo (1927-1977)
Carlos de Luxemburgo (Colmer-Bierg, 7 de agosto de 1927 - Pistoya, 26 de julio de 1977) fue un príncipe luxemburgués, quinto hijo de la gran duquesa Carlota de Luxemburgo  y su esposo, el príncipe Félix de Borbón-Parma. Fue consejero de estado de Luxemburgo entre 1969 y 1977.